# Ischiocassis umbrata
Ischiocassis umbrata es una especie de insecto coleóptero de la familia Chrysomelidae. Fue descrita en 1854 por Boheman.